# Château du Grand Saint-Mars
Le château du Grand Saint-Mars est situé sur la commune de Chalo-Saint-Mars, dans le département de l'Essonne. La chapelle fait l’objet d’une inscription au titre des monuments historiques depuis le 20 novembre 1990.